# Banse

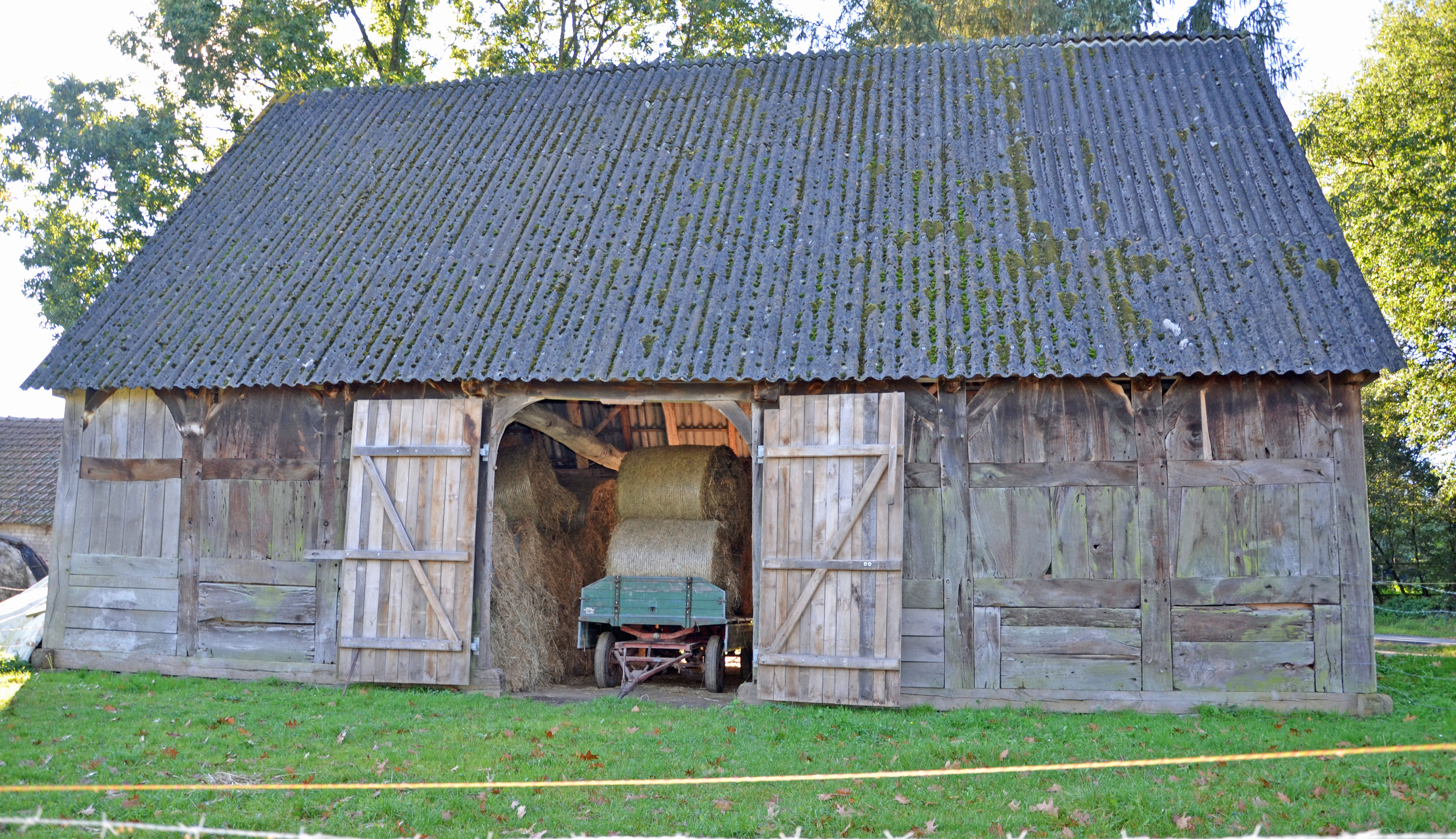
Alte Scheune in Neubruchhausen, das Tor führt auf die Tenne, links und rechts davon befinden sich die Bansen

Der oder die Banse (auch Banze, Panse, niederdeutsch, synonym Tässe) bezeichnet in der Scheune alter Bauernhöfe die Räume, die sich in dreizelligen Scheunen auf beiden Seiten der Tenne befinden, und vom Erdboden bis zum Dachfirst durchgehen. Darin wurde das geerntete Getreide in Garben aufgeschichtet. Diese Arbeit wurde das Bansen oder Pansen genannt, den Arbeiter, der diese Tätigkeit ausübte, nannte man Banser oder Panser.

## Etymologie
Grimms Wörterbuch von 1854 nennt Banse als Begriff in mehreren norddeutschen Landschaften, in Süddeutschland, Österreich und der Schweiz wird an seiner Stelle das Wort „Barn“ verwendet. Mittelhochdeutsch banse ist wohl etymologisch verwandt mit gotisch bansts „Scheune“.

## Andere Wortbedeutungen
Der Begriff wird in verschiedenen norddeutschen Landschaften unterschiedlich verwendet. So ist er im Bremischen als die Bezeichnung für eine Scheune an sich belegt.
Im Harz, im Sauerland und im Holsteinischen werden damit Holzstapel bezeichnet, entsprechend nennt man dort das Aufstapeln von Holz „Bansen“.